# L'Insoumise de la porte de Flandre
Cet article possède un paronyme, voir L'Insoumise (homonymie).
L'Insoumise de la porte de Flandre est un roman de l'écrivain d'origine marocaine Fouad Laroui, paru aux éditions Julliard en 2017.

## Résumé
Fatima est étudiante à l'Université libre de Bruxelles. Elle ne se sent pas vraiment chez elle dans son quartier, sa commune de Molenbeek. Sous sa djellaba, elle ressent plutôt l'environnement comme « le leur. Celui des hommes ».

## Critiques
- Selon Jean-Pierre Castellani de Diacritik, Fouad Laroui présente une réflexion sur les corps de la femme, sur son rapport à la nudité, aux vêtements, aux conventions sociales et religieuses[5].
- Selon Pierre Maury du Nouveau Magazine littéraire, Fouad Laroui donne avec Fatima de L'Insoumise de la porte de Flandre un bel exemple de personnalité complexe[4].